# 查戈斯人
查戈斯人是一個克里奧爾族群，原本生活在印度洋的查戈斯群島，融合了馬達加斯加、莫三比克、印度和法國的血統。他們從前主要住在迪戈加西亞島和查戈斯群島的其他兩組島嶼接近兩個世紀，直到1960年代末被英國政府驅逐到二千公里以外的毛里裘斯和塞舌爾。

## 歷史起源
按官方紀錄，查戈斯群島昔日無人居住，直到1784年才有人定居。法蘭西島（今毛里裘斯）一個專門從事蔗糖和椰子種植的法國種植者，獲得法蘭西島總督授予迪戈加西亞島的第一個土地特許權，便帶同22至79個來自馬達加斯加和莫三比克的奴隸，以及若干「有色自由人」來到島上開發椰子種植園。其後數個在法蘭西島的法國椰子種植者，也帶同他們的奴隸前往開發，提取椰子油和椰子核。
從1780年到1828年，法國人和英國人也將痲瘋病人送到群島上，以便隔離和照料病人，並希望島上豐富的海龜肉對病人的飲食有益處。有專家推測在群島未建立種植園前，或許已經有痲瘋病人被送到群島。1826年，查戈斯群島上有375名奴隸、9名白人、22名「有色自由人」和42名痲瘋病人，其中一半住在迪戈加西亞。
在英國人奪取馬斯克林群島及1834年廢除奴隸制後，獲解放的前奴隸繼續從事漁夫、農夫和椰子種植園工人。同時，印度的契約勞工也被帶到群島上，以增加勞動力。他們與非洲裔的工人相處，融入當地文化。以後又常常有來自毛里裘斯、塞舌爾、羅德里格島、阿加萊加群島的工人來到定居，並與查戈斯人生育後代。

## 在查戈斯群島上的生活

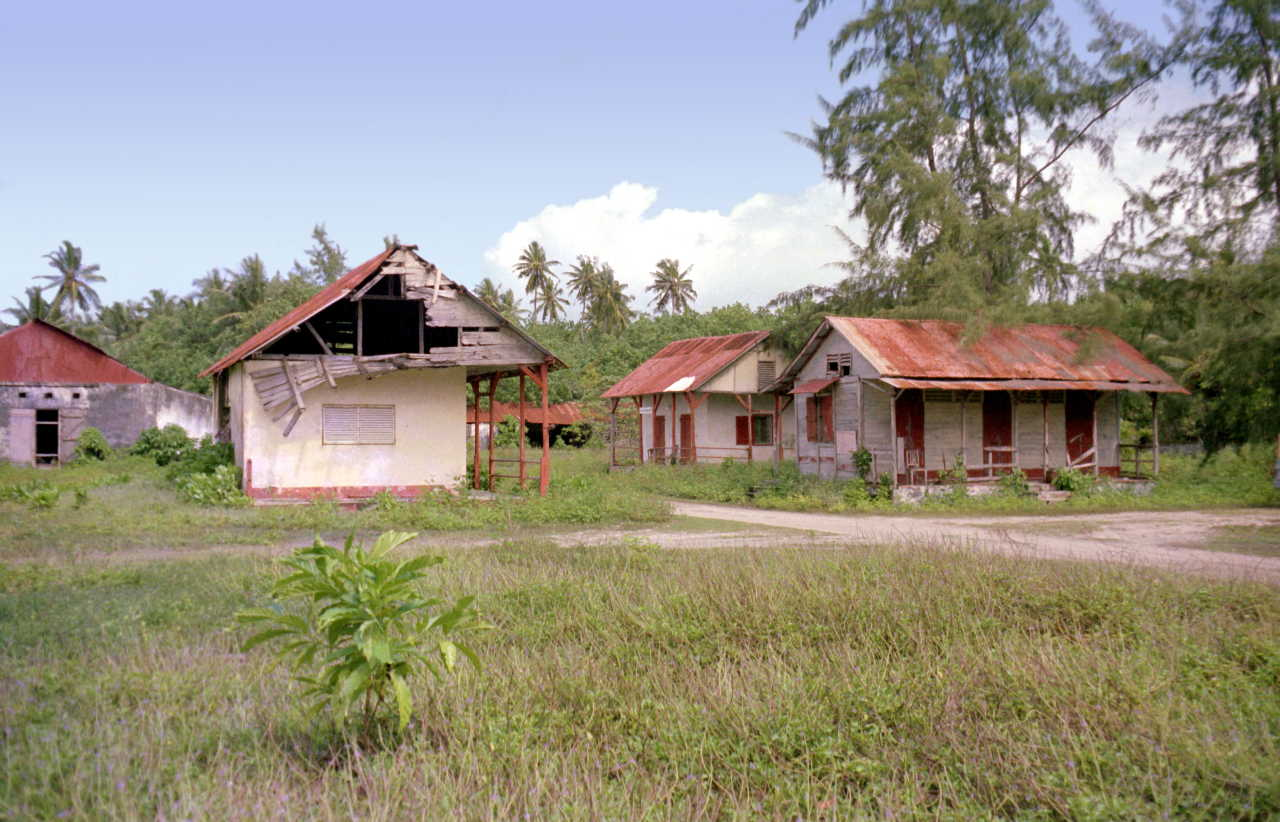
迪戈加西亞島上的種植園遺址，攝於1982年。

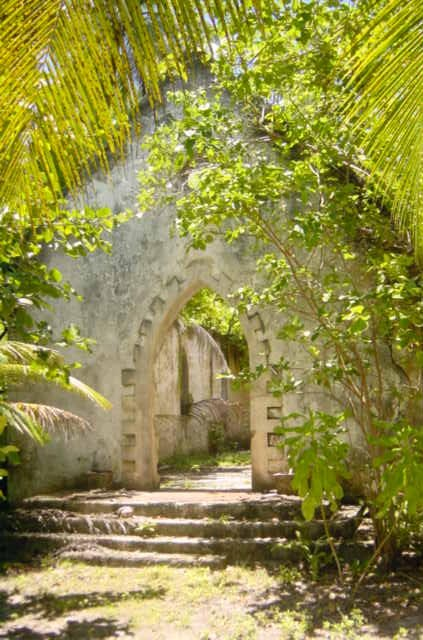
博達姆島上一間教堂的遺址。

廢除奴隸制後，查戈斯人主要在群島上的椰子種植園工作，收集椰子後再加工來提取出椰子核和椰子油。島上也有生產海鳥糞和蜜糖的工作。很多人沒有一份固定職業，他們每日早上獲分派新的任務，有時在椰子種植園工作，有時維護基礎設施；而有固定職業的人，有的是給島上的管理人員做家傭，也有的做鐵匠、護士、木匠和小學教師。每天的工作在中午結束，但是想多賺點的人可以下午再來工作。大人工作時，他們的兒童都在同一個課室內上課，而幼童就放在托兒所。查戈斯人從僱用他們的公司獲得一點工資，也獲配給米、油、麵粉、小扁豆。他們也出海捕魚，種菜，飼養家禽來補充糧食。他們可以免費獲得土地、建築材料、醫療、退休金、兒童教育，以及來往毛里裘斯的免費交通。很多人會養狗或者養貓。
島民民風淳朴善良，對一切外來者也很友善。在閒暇時會做日常工作，例如修補漁網、家務、園藝、飼養動物。他們晚上和鄰居相聚講故事，周六晚上舉行晚會跳sega舞。島上有電力，但只供應給管理人員的住宅和醫院。島上的民眾持守古老的生活方式，自給自足，與外界很少接觸。只有一艘船每年從路易港到來兩次。
在群島的一些島嶼上，有些村莊以小社區的形式建立，有沿着道路建造的住宅，也有商店、工匠的工作間、教堂、墓園、休憩場地和種稙園的管理中心。食水在水塘抽取。20世紀中葉，建成了學校和托兒所，也有了垃圾處理設施。有些島嶼只有椰子種植園，但沒有居所，在那裏工作的查戈斯人每日要來往島嶼之間。
1960年代中期，查戈斯群島仍然人煙稀少。人口估計在1500至2000人之間，分屬450至500個家庭，聚居在三處：迪戈加西亞島、薩洛蒙群島（特別是博達姆島）和佩魯斯巴紐斯島，以迪戈加西亞島人口最多。

## 被英國驅逐出查戈斯群島
作為准許殖民地毛里裘斯獨立的條件，1965年，英國將查戈斯群島從毛里裘斯分割開，成立英屬印度洋領地，以便租給美國建立軍事基地。英國政府用種種不人道的手段，驅逐群島上全部查戈斯人，例如禁止有事前往毛里裘斯的島民坐船回家，限制島上的食物供應，屠殺島民養的所有的狗，及強迫島民登上貨船離開家園。英國官員用種族歧視的名字，稱呼被驅逐的查戈斯人為「泰山」和「星期五」（Man Fridays，來自《魯濱遜漂流記》中稱為星期五的黑人奴隸）。英國為了阻止查戈斯人獲得前殖民地人民的權利，對聯合國謊稱島上只有流動人口，島民只是臨時工人，逃避國際人權法不得強制遷移人口的規定。查戈斯人失去所擁有的一切，被迫流落異鄉。英國把他們趕離家園，卻沒有幫助他們安置，以致他們只能棲身在貧民窟和牲畜棚。他們大多數去了毛里裘斯，也有一些人去了塞舌爾。在1997年至2001年擔任英國外交大臣的郭偉邦，形容這是「最卑鄙齷齪，在道義上最站不住腳的事件之一」。
2010年，英國政府將查戈斯群島劃為全世界最大的海洋保護區。雖然英國政府聲稱是為了環境保護，但是維基解密洩露的一份2009年美國駐倫敦大使館外交電報，揭穿創建查戈斯海洋保護區的背後動機。美國政務參贊米爾斯在電報總結說：
也許確實如英國外交部的羅伯茲所言，要阻止任何查戈斯群島的前住民或其後代重新居住在英屬印度洋領地，建立海洋保護區是最有效的長期方法。

## 社會文化

查戈斯社群的旗幟，橘色象徵種植園被關閉，人民被驅逐的黃昏時候，黑色象徵查戈斯人流亡外地的黑暗日子，藍色象徵查戈斯群島的潟湖，和查戈斯人子孫的未來。

查戈斯群島與外界隔絕，而島上獨特的生活環境，主要圍繞椰子種植園的工作進行，便漸漸形成了獨特的查戈斯文化，並產生了基於法語的查戈斯克里奧爾語。查戈斯克里奧爾語與毛里求斯克里奧爾語和塞舌爾克里奧爾語相近，但是口音和詞彙都與毛里裘斯和羅德里格島有所不同。流亡的情緒催使查戈斯社群在異國他方繼續保持他們的文化和習俗，特別是保存他們對所失去的事物的回憶。因此他們繼續尊敬祖宗，飲食一直保持以海鮮和椰奶為主。
查戈斯文化重要一環是查戈斯sega，包含傳統音樂和舞蹈。毛里裘斯政府希望向聯合國教科文組織申請列入非物質文化遺產。查戈斯sega的歌唱者基本上幾乎都是女人，用查戈斯克里奧爾語唱出，配以傳統樂器伴奏，比如拉瓦納手鼓（一種由山羊皮製成的手鼓，全由男人演奏）、馬拉瓦納木沙盒、雨聲器和三角鐵。較老的歌描述在椰子種植園的生活，而現代的歌訴說流亡後生活貧困的現狀，有時會在示威活動中唱出。查戈斯sega的代表人物有歌手Charlesia Alexis和Tambour Chagos樂團。
查戈斯人信奉天主教。群島上沒有固定的宗教機構，有神父從毛里裘斯過來主持重要儀式，而周日的彌撒就由管理人員主持。因此他們的習俗有些與天主教差異很大，例如他們沒有正式的婚姻，男女發現相處不合會自由地離開。查戈斯人的社會與一般後奴隸時代的社會一樣，家庭中由女人作主和養家。
查戈斯人被放逐後，經歷着極度貧窮的苦痛，學者David Vine分析其因素有：帶來創傷的驅逐，失業，種族歧視，教育被褫奪，經濟及社會心理上的邊緣化，沒有穩定居所，失去原有土地及共同財產，營養不良，糧食無保障，上升的發病率和死亡率，社會文化的斷裂。查戈斯人被遣送前很多人是文盲，這情況一直影響他們到現在。

## 國籍
由於查戈斯人被驅逐時，查戈斯群島屬於英國，而相鄰島嶼在這時期相繼獨立，其後幾十年間查戈斯人的國籍產生了不少法律問題。被送到毛里裘斯的人，在毛里裘斯獨立時獲得該國國籍，可是在很多個案中他們對此並不知情，也沒有同意。2015年，毛里裘斯總理阿內羅德·賈格納特爵士證實，由於毛里裘斯政府認為該國擁有查戈斯群島的主權，不論在1965年之前或之後在查戈斯群島出生的人都有毛里裘斯國籍。被逐到塞舌爾的查戈斯人處於更複雜的情況，收容國沒有自動給予他們塞舌爾的國籍。在幾十年間，在該國的查戈斯人屬於事實上的無國籍人士。很多人要付上昂貴的價格購買塞舌爾國籍，有時高得無法負擔。
根據1981年通過的英國國籍法，所有在查戈斯群島出生的查戈斯人都符合資格得到英國海外領土公民身份。這個身份允許訪問英國的領土，但是不能在那裏居住。由於費用問題和缺乏信息渠道，很少查戈斯人申請這個身份。2002年，海外領土公民國籍的法律修訂，使得海外領土的居民可以取得有完整權利的英國國籍，但是起初海外領土居民的英國國籍只可以傳予同樣在英國海外領土出生的子女，因此查戈斯人在毛里裘斯和塞舌爾流亡時所生的子女被排除在外。在查戈斯難民團體（Chagos Refugees Group）舉行抗議運動後，英國政府答應將英國國籍延伸給予查戈斯人流亡時在1969年4月26日至1983年1月1日所生的子女，但不能傳予後代。因此，這條授予英國國籍的法律，仍然排除了在1969年4月之前或1983年之後在流亡時出生的查戈斯人，縱使驅逐人口的行動在1969年前已經開始。此外，根據1981年的法律的安排，父親的英國海外領土公民身份只能傳予結婚所生子女，可是在查戈斯群島上結婚不是慣常及可行的做法。無論如何，推算現在有大約1000至1400名查戈斯人申請了英國國籍，而所有在被驅逐前出生的查戈斯人都有英國及毛里裘斯或塞舌爾的雙重國籍.。

## 地域分布
查戈斯人未被驅逐前，主要居在查戈斯群島幾個島嶼，特別是迪戈加西亞島。從1966年至1973年間，他們被驅逐至毛里裘斯及塞舌爾，現今大部份人在此兩國居住。2013年，毛里裘斯點算查戈斯社群，連同後裔在內共有8674人，其中482人是曾在查戈斯群島居住的原住民。他們主要住在路易港，特別是羅什布瓦區（Roche-Bois）和卡西斯區（Cassis）。在2000名被驅逐的島民中，有250至500人被送到塞舌爾。2014年，在塞舌爾的主島馬埃島上居住的查戈斯人，包括原住民和後裔共350人。有一部份人移居到英國，特別是當2002年英國立法，給予出生在查戈斯群島的原住民，以及在流亡時指定期間內所生的子女（但不包括他們的後代）英國國籍之後。他們當中大部份住在西薩塞克斯郡的克勞利，小部份住在其他不同地區，如西薩塞克斯郡的海沃兹希斯、薩里郡的霍利，倫敦周邊地區，特別是克羅伊登區和珀利區，或者曼徹斯特地區。

## 外部連結
- Chagos Refugees Group （页面存档备份，存于） 查戈斯難民團體
- UK Chagos Support Association （页面存档备份，存于） 英國查戈斯支持協會
- Let Us Return USA （页面存档备份，存于） 美國支持查戈斯人回家組織
- Chagos Islands Site （页面存档备份，存于） 瑞士支持查戈斯人委員會，網上最早的支持查戈斯人的網站
- CHAGOS: Cultural Heritage Across Generations （页面存档备份，存于） 介紹和保存查戈斯人文化的網站
- Stealing A Nation （页面存档备份，存于） John Pilger（英语：John Pilger）2004年的紀錄片，講述查戈斯人被英國政府驅逐的故事。
- Let Us Return - The Story of the Chagos Islanders - 2015 Andrew Marsh的短篇紀錄片，由25名查戈斯人的訪問片段組成。